# Rue Lamartine
La rue Lamartine est une voie du 9e arrondissement de Paris, en France.

## Situation et accès
La rue Lamartine est une voie publique située dans le 9e arrondissement de Paris. Elle débute au 1, rue Marguerite-de-Rochechouart et se termine au 2, rue des Martyrs.
Le quartier est desservi par la ligne 12 à la station Notre-Dame-de-Lorette et par la ligne 7 à la station Cadet.

## Origine du nom

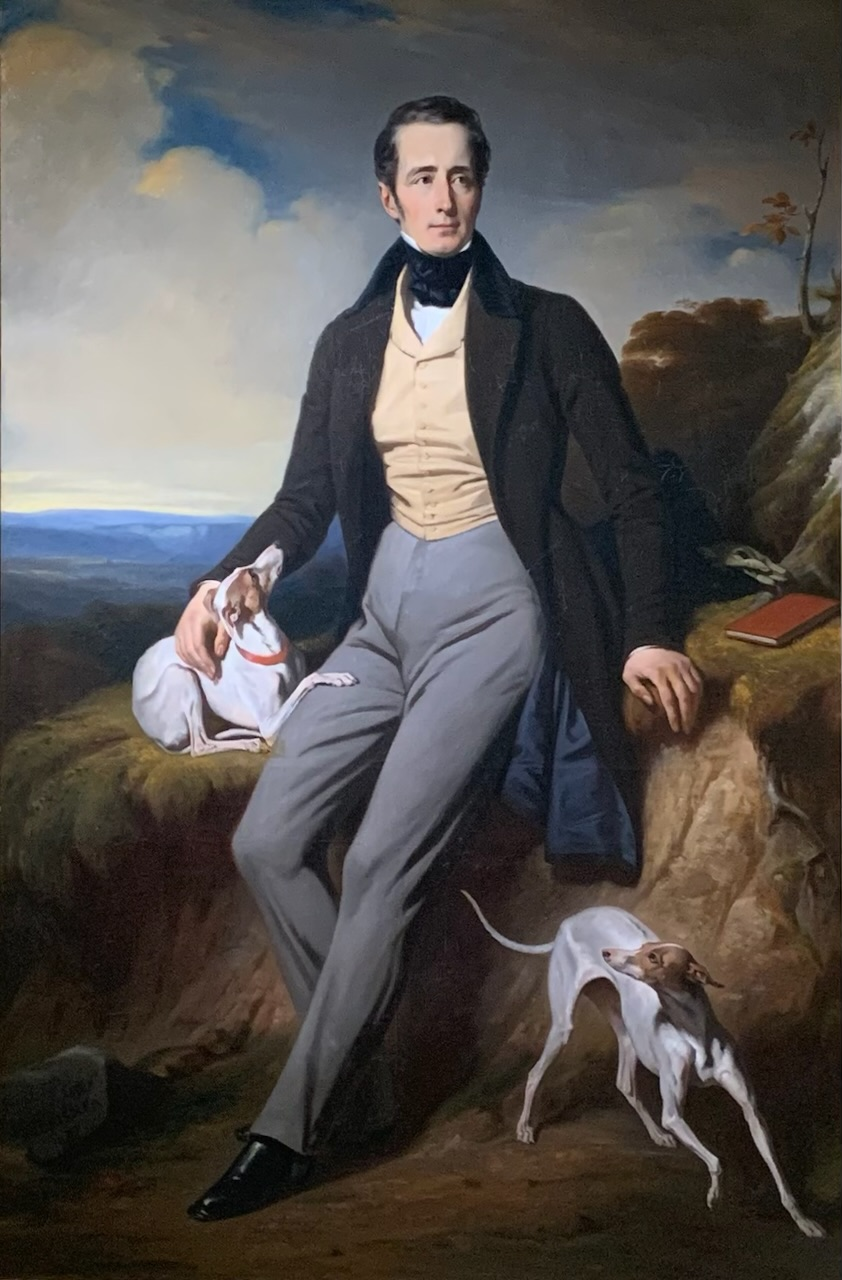
Lamartine.

La voie porte le nom d’Alphonse de Lamartine (1790-1869), poète et homme politique français.

## Historique
Cette rue porta primitivement le nom de « rue Coquenard », soit parce que le lieu appartenait soit à la famille Le Coq soit qu'elle a été ouverte sur le territoire dit « Coquenard » ou « Coquemard ».
Elle prit le nom, au début du XVIIe siècle, de « rue Notre-Dame-de-Lorette » en raison de la construction de la chapelle Notre-Dame-de-Lorette également appelée chapelle des Porcherons et qui fut démolie en 1880.
En 1792, elle reprit le nom de « rue Coquenard ».
En 1812, sous le nom de « rue Coquenard », elle commençait rue de Rochechouart et rue Cadet et finissait rue du Faubourg-Montmartre et rue des Martyrs et était située dans l'ancien 2e arrondissement, quartier du Faubourg-Montmartre.
Les numéros de la rue étaient rouges. Le dernier numéro impair était le no 35 et le dernier numéro pair était le no 60.

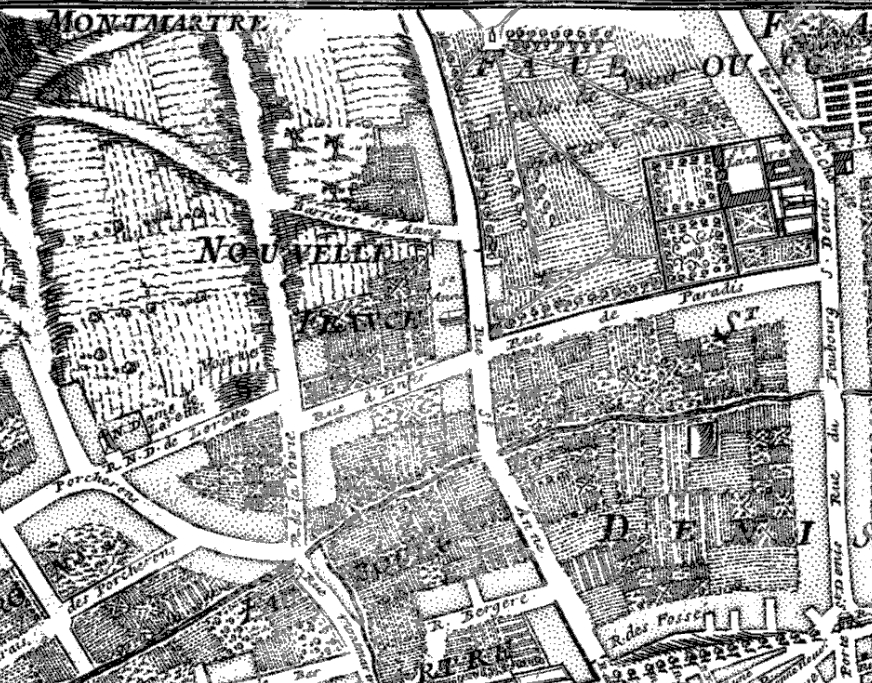
Sur cette carte de 1705, on distingue à l'angle de la rue de la Voirie et de la rue Notre-Dame-de-Lorette la voirie des Porcherons.
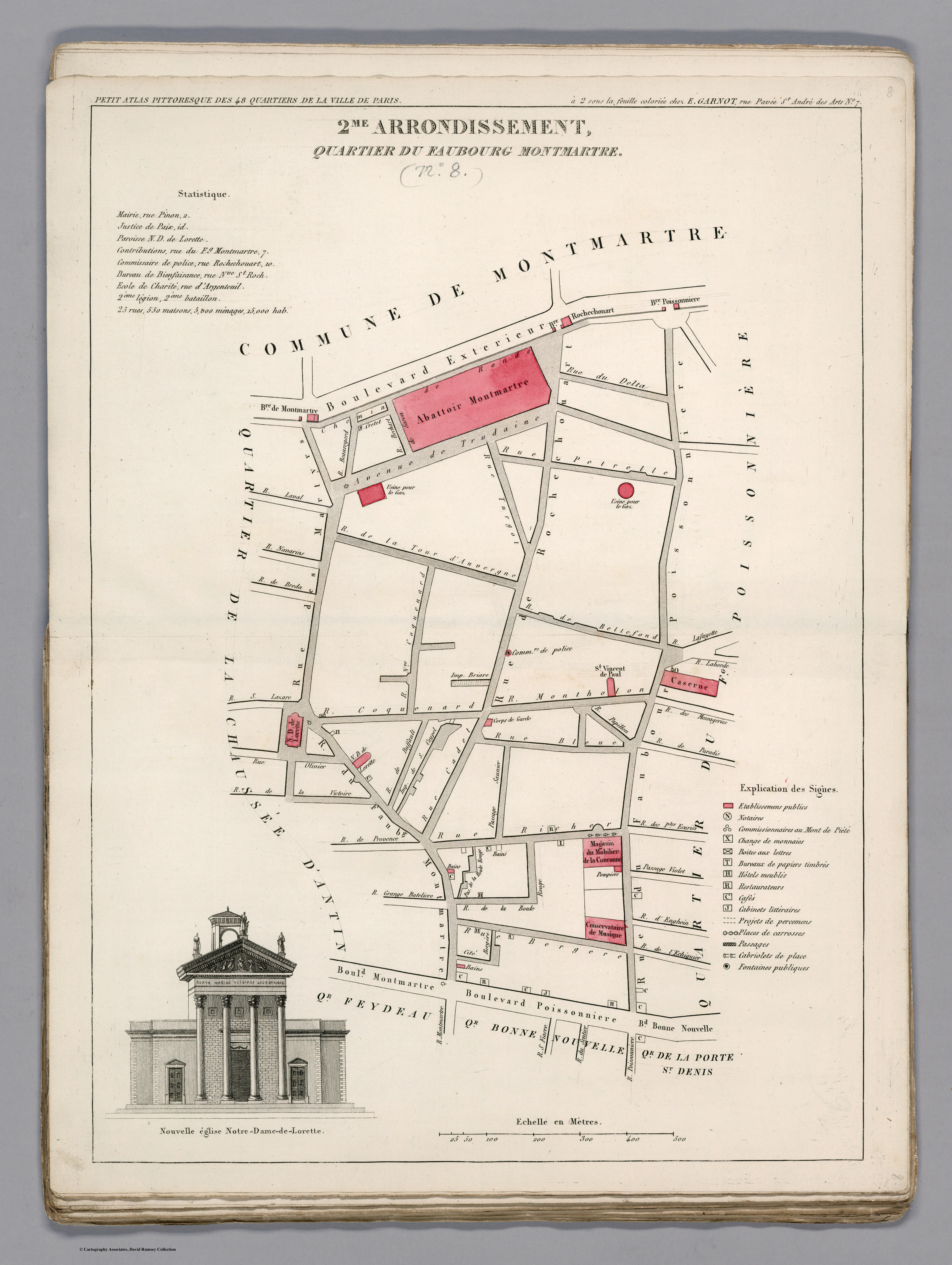
Plan du quartier du Faubourg Montmartre dans l'ancien 2e arrondissement en 1834.

Par une ordonnance de 1833, la rue est alignée :
« Article 1 — Sont arrêtés ainsi qu'ils sont tracés sur les plans ci-annexés, conformément aux procès-verbaux des points de repère transcrits sur les dits plans, les alignements des voies publiques de Paris ci-après désignées, savoir : rues Beauregard, Bellefond, Bergère, Bleue, Bochard-de-Saron, de la Boule-Rouge, Buffault, Coquenard, Cretet, Montholon, Papillon, Pétrelle prolongée, Ribouté, Richer, Turgot, avenue Trudaine.
Article 2 — Il sera procédé conformément aux lois et règlements en vigueur, ou tout ce qui pourra concerner soit les réparations d’entretien, soit la démolition, pour cause de vétusté, des bâtiments qui excèdent les alignements ainsi arrêtés, soit les terrains à occuper par la voie publique ou par les particuliers, soit enfin les indemnités qui seront dues de part et d'autre pour la cession de ces terrains.
Article 3 — Notre ministre secrétaire d’État au département du Commerce et des Travaux publics est chargé de l'exécution de la présente ordonnance.
Donné au palais des Tuileries, le 23 août 1833.
Signé : Louis-Philippe Ier. »

### Voirie des Porcherons
La voirie des Porcherons était située à l'angle de la rue Notre-Dame-de-Lorette et de la rue de la Voirie.

## Bâtiments remarquables et lieux de mémoire

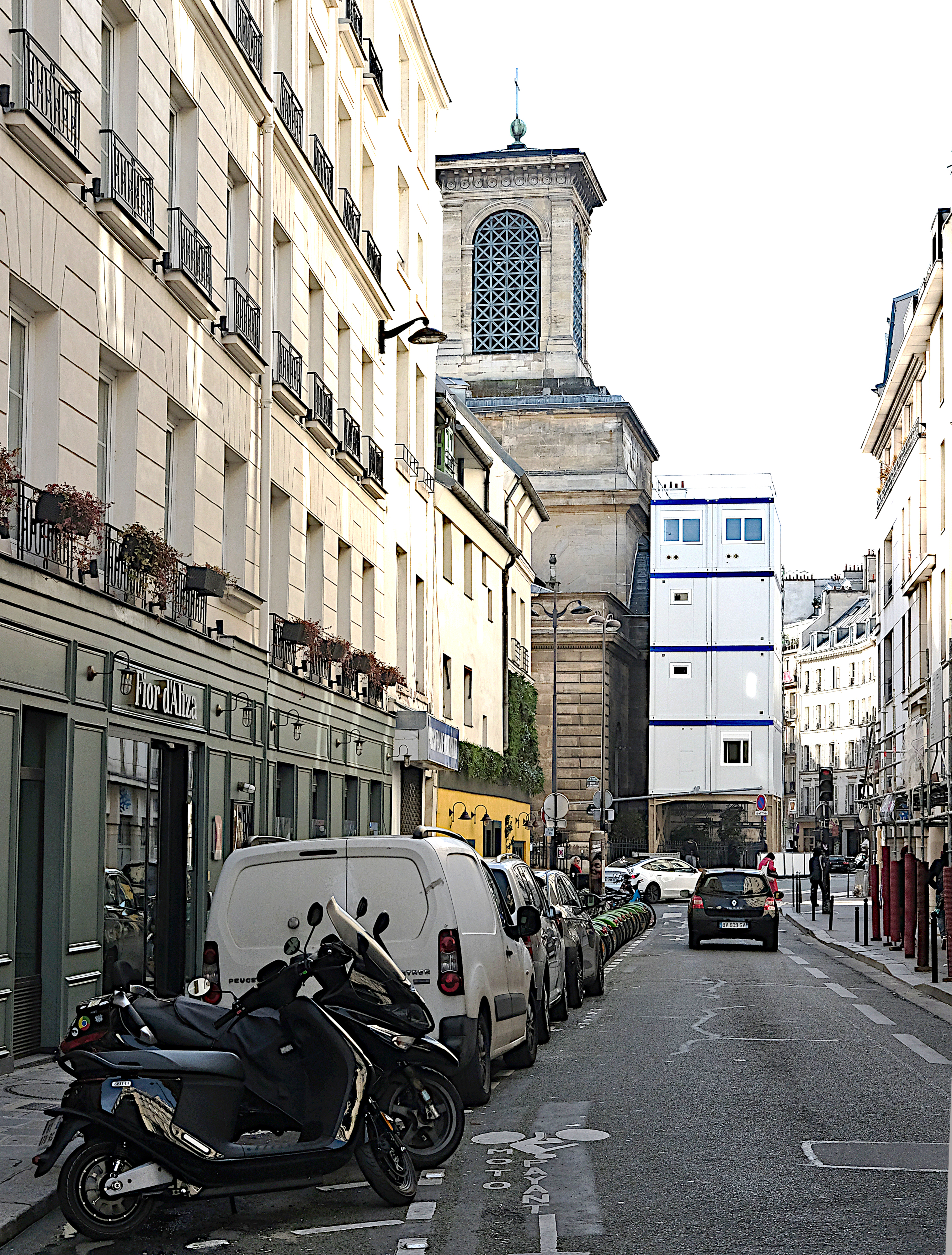
La rue Lamartine en direction de la rue des Martyrs ; en arrière-plan, l'église Notre-Dame-de-Lorette.

- No 5 :  la revue communiste Regards installe brièvement son siège à cette adresse à partir de 1947[8].
- No 6 : emplacement de la guinguette Le Grand Salon, ainsi nommée car elle pouvait contenir 800 personnes assises environ[2]. Au XVIIIe siècle, cette guinguette, qui était la plus vaste de Paris, était très courue par les gens de la cour qui venaient s'y « encanailler », masqués comme au Carnaval[4],[2].
- No 18 : appartement où est né et a grandi Henri Bergson[9].
- No 23 : ancien emplacement d'une synagogue de juifs séfarades (1859) auparavant installés au No 39 de la rue du Sentier en (1851)[10].
- No 24 : un des sièges du Parti communiste français y est situé.
- No 28 : en 1844, Félix Potin y ouvre son premier magasin d'alimentation[11].
- No 32 : Jacques Ignace Hittorff (1792-1867) y vécut (architecte de la gare du Nord, du Cirque d'hiver, de la place de la Concorde et des Champs-Élysées).
- Nos 54-56 : emplacement de la chapelle des Porcherons, également appelée chapelle Notre-Dame-de-Lorette[4],[12].

## Anecdotes
Sur son côté nord, non loin de la rue Rodier, se trouvait la « cour aux ânes » où Parisiens et touristes venaient louer ces valeureuses bêtes pour gravir la butte Montmartre.